# David Browne (voetballer)
David Eric Browne (Port Moresby, 27 december 1995) is een voetballer uit Papoea-Nieuw-Guinea van Engelse afkomst die als spits speelt.

## Carrière
David Browne speelde voor enkele talentopleidingen in Papoea-Nieuw-Guinea, waarna hij naar Nieuw-Zeeland vertrok voor een opleiding. Hij speelde op zijn vijftiende voor Central United, wat hem een transfer opleverde naar Auckland City FC. Hier werd hij tweemaal kampioen van de New Zealand Football Championship, en in 2012/13 tweede. In deze drie seizoenen won Auckland ook drie keer de OFC Champions League, waardoor Browne ook drie keer op het Wereldkampioenschap voetbal voor clubs uitkwam. In 2015 vertrok hij naar PEC Zwolle, waarmee hij alleen in de beloftencompetitie speelde. Hij zat één keer op de bank bij het eerste elftal, maar kwam niet in actie. Dit was op 27 februari 2016, in de met 1-0 verloren uitwedstrijd tegen SC Cambuur. In 2016 vertrok hij naar FC Groningen, waar hij met het tweede elftal in de Derde divisie zaterdag speelde. Hij zat bij het eerste elftal op de bank op 25 februari 2017, in de met 2-3 verloren thuiswedstrijd tegen FC Utrecht. In 2018 keerde hij terug bij zijn oude club Auckland City FC. Van januari 2020 tot december 2022 speelde hij voor het Finse HJK Helsinki.

### Statistieken

#### Beloften
| Seizoen                    | Club              | Land            | Competitie             | Competitie | Competitie | Overig | Overig | Totaal | Totaal |
| Seizoen                    | Club              | Land            | Competitie             | Wed.       | Dlp.       | Wed.   | Dlp.   | Wed.   | Dlp.   |
| -------------------------- | ----------------- | --------------- | ---------------------- | ---------- | ---------- | ------ | ------ | ------ | ------ |
| 2016/17                    | Jong FC Groningen | Nederland       | Derde divisie zaterdag | 20         | 4          | –      | –      | 20     | 4      |
| 2017/18                    | Jong FC Groningen | Nederland       | Derde divisie zaterdag | 30         | 6          | –      | –      | 30     | 6      |
| 2020                       | Klubi-04 Helsinki | Finland         | Kakkonen               | 1          | 0          | –      | –      | 1      | 0      |
| Totaal beloften            | Totaal beloften   | Totaal beloften | Totaal beloften        | 51         | 10         | 0      | 0      | 51     | 10     |
| Bijgewerkt op 12 juni 2023 |                   |                 |                        |            |            |        |        |        |        |

#### Senioren
| Seizoen                    | Club             | Competitie      | Competitie | Competitie | Beker | Beker | Continentaal | Continentaal | Overig | Overig | Totaal | Totaal |
| Seizoen                    | Club             | Competitie      | Wed.       | Dlp.       | Wed.  | Dlp.  | Wed.         | Dlp.         | Wed.   | Dlp.   | Wed.   | Dlp.   |
| -------------------------- | ---------------- | --------------- | ---------- | ---------- | ----- | ----- | ------------ | ------------ | ------ | ------ | ------ | ------ |
| 2012/13                    | Auckland City FC | Premiership     | 9          | 1          | 0     | 0     | 3            | 0            | 0      | 0      | 12     | 1      |
| 2013/14                    | Auckland City FC | Premiership     | 6          | 2          | 0     | 0     | 6            | 0            | 2      | 0      | 14     | 2      |
| 2014/15                    | Auckland City FC | Premiership     | 18         | 7          | 0     | 0     | 4            | 1            | 2      | 0      | 24     | 8      |
| 2015/16                    | PEC Zwolle       | Eredivisie      | 0          | 0          | 0     | 0     | –            | –            | 0      | 0      | 0      | 0      |
| 2016/17                    | FC Groningen     | Eredivisie      | 0          | 0          | 0     | 0     | –            | –            | 0      | 0      | 0      | 0      |
| 2017/18                    | FC Groningen     | Eredivisie      | 0          | 0          | 0     | 0     | –            | –            | –      | –      | 0      | 0      |
| 2018/19                    | Auckland City FC | Premiership     | 13         | 6          | 0     | 0     | 5            | 6            | 1      | 0      | 19     | 12     |
| 2019/20                    | Auckland City FC | Premiership     | 7          | 1          | 0     | 0     | 0            | 0            | –      | –      | 7      | 1      |
| 2020                       | HJK Helsinki     | Veikkausliiga   | 14         | 2          | 8     | 1     | –            | –            | –      | –      | 22     | 3      |
| 2021                       | HJK Helsinki     | Veikkausliiga   | 23         | 4          | 6     | 2     | 12           | 0            | –      | –      | 41     | 6      |
| 2022                       | HJK Helsinki     | Veikkausliiga   | 22         | 2          | 2     | 0     | 13           | 2            | 3      | 0      | 40     | 4      |
| Totaal senioren            | Totaal senioren  | Totaal senioren | 112        | 25         | 16    | 3     | 43           | 9            | 8      | 0      | 179    | 37     |
| Carrièretotaal             | Carrièretotaal   | Carrièretotaal  | 163        | 35         | 16    | 3     | 43           | 9            | 8      | 0      | 230    | 47     |
| Bijgewerkt op 12 juni 2023 |                  |                 |            |            |       |       |              |              |        |        |        |        |

### Interlandcarrière
David Browne speelde in 2011 enkele wedstrijden voor het voetbalelftal van Papoea-Nieuw-Guinea onder 17. In 2017 werd hij geselecteerd voor het voetbalefltal van Papoea-Nieuw-Guinea. Hij maakte zijn debuut op 23 maart 2017, in de met 1-3 verloren thuiswedstrijd tegen Tahiti. Hij kreeg een rode kaart in de 22e minuut, maar de PNGFA ging bij de FIFA in beroep tegen deze rode kaart, omdat deze onterecht zou zijn. Dit werd erkend door het FIFA Disciplinary Committee die hem vrij spraken waardoor hij weer mee kon doen aan de kwalificatie wedstrijd tegen de Salomonseilanden.
| Interlands van David Browne voor Papoea-Nieuw-Guinea | Interlands van David Browne voor Papoea-Nieuw-Guinea | Interlands van David Browne voor Papoea-Nieuw-Guinea | Interlands van David Browne voor Papoea-Nieuw-Guinea | Interlands van David Browne voor Papoea-Nieuw-Guinea | Interlands van David Browne voor Papoea-Nieuw-Guinea |
| №                                                    | Datum                                                | Wedstrijd                                            | Uitslag                                              | Soort wedstrijd                                      | Doelpunten                                           |
| Als speler bij FC Groningen                          | Als speler bij FC Groningen                          | Als speler bij FC Groningen                          | Als speler bij FC Groningen                          | Als speler bij FC Groningen                          | Als speler bij FC Groningen                          |
| ---------------------------------------------------- | ---------------------------------------------------- | ---------------------------------------------------- | ---------------------------------------------------- | ---------------------------------------------------- | ---------------------------------------------------- |
| 1.                                                   | 23 maart 2017                                        | Papoea-Nieuw-Guinea - Tahiti                         | 1 – 3                                                | WK Kwalificatie 2018                                 | 0                                                    |
| 2.                                                   | 9 juni 2017                                          | Salomonseilanden - Papoea-Nieuw-Guinea               | 3 – 2                                                | WK Kwalificatie 2018                                 | 0                                                    |
| 3.                                                   | 13 juni 2017                                         | Papoea-Nieuw-Guinea - Salomonseilanden               | 1 – 2                                                | WK Kwalificatie 2018                                 | 0                                                    |